# Kitty Tsui
Kitty Tsui, née en 1952 à Hong Kong, est une poétesse, actrice et culturiste américaine. Lorsqu'elle publie The Words of a Woman Who Breathes Fire, en 1983, elle est tenue pour être la première lesbienne américaine d'origine chinoise à être éditée.

## Biographie

### Enfance et études
Née à Hong Kong, Kitty Tsui y vit jusqu'à l'âge de cinq ans avec sa grand-mère, l'actrice chinoise Kwan Ying Lin. Elle déménage par la suite avec ses parents pour vivre à Liverpool, en Angleterre, avant de s'installer tous ensemble à San Francisco en 1968. Là, elle fréquente le lycée Lowell puis étudie la langue et la littérature anglaises à l'Université d’État de San Franciso, d'où elle sort diplômée en 1975 .
En 1973, à l'âge de 21 ans, Kitty Tsui fait son coming out lesbien à ses proches, après quoi elle est rejetée par la plupart d'entre eux.

### Écriture et engagement au sein de la communauté queer
Après avoir publié en 1983 The Words of a Woman Who Breathes Fire, Kitty Tsui fait paraitre en 1996 Breathless, un recueil de nouvelles érotiques. Appartenant par ailleurs à la communauté cuir, Kitty Tsui contribue la même année à l'anthologie The second coming: a leatherdyke reader, éditée par Patrick Califia et Robin Sweeney, et publie en 1997 Sparks Fly, un roman dont le narrateur est Eric Norton, un gay queer vivant dans le San Francisco pré-sida. Elle est également à l'origine de la première chronique dédiée à la communauté queer dans les États du Midwest (Leathertalk: Top to Bottom, dans le Chicago Nightlines) et participe en tant que juge à plusieurs compétitions queer.

### Scène
En parallèle, Kitty Tsui se produit au théâtre avec l'Asian American Theatre Company et le Lilith Women's Theatre. Elle joue aussi dans cinq films, dont Nice Chinese Girls Don't: Kitty Tsui, Framing Lesbian Fashion et Women of Gold. Cofondatrice de Unbound Feet, le premier groupe de comédiennes asio-américaines, Kitty Tsui est par ailleurs membre de Unbound Feet Three.

### Culturisme
C'est à la mort d'une amie, en 1986, que Kitty Tsui se met au culturisme. Si cette activité lui permet alors de remettre en cause les normes de beauté héritées du patriarcat, elle lui apprend également à s'aimer.
Très rapidement, Kitty Tsui récolte les fruits de son investissement physique : ainsi, elle remporte dès 1986 une médaille de bronze lors de la deuxième édition des Gay Games. Quatre ans plus tard, en 1990, elle remporte une médaille d'or lors des Gay Games de Vancouver. Elle participe à côté à plusieurs autres compétitions de culturisme.

### Récompenses
En 2016, Kitty Tsui reçoit le Phoenix Award de l'Asian Pacific Islander Queer Women and Transgender Community pour son engagement au sein de la communauté cuir de San Francisco ainsi que pour le travail qu'elle a accompli en tant qu'autrice et membre fondatrice de Unbound Feet.
En 2018, elle intègre le hall of fame de l'Université d'État de San Francisco.
En 2019, elle fait partie des douze poètes sélectionnés par le Smithsonian Asian Pacific American Center pour l'exposition A Day in the Life of Queer Asian Pacific America. Elle réalise dans ce cadre un poème vidéo.
Selon l'association Lambda Literary, Kitty Tsui est l'une des cinquante écrivains gais et lesbiennes les plus influents des États-Unis.

## Œuvre
- (en-US) The Words of a Woman Who Breathes Fire, Iowa City's Women's Press, 1983 (ISBN 9780933216068)
- (en-US) Breathless, Firebrand Books, 1996 (ISBN 9781563410727)
- (en-US) Sparks Fly, Badboy Books, 1997, 288 p., 10,7 × 17 cm (ISBN 9781563335518)